# 1974

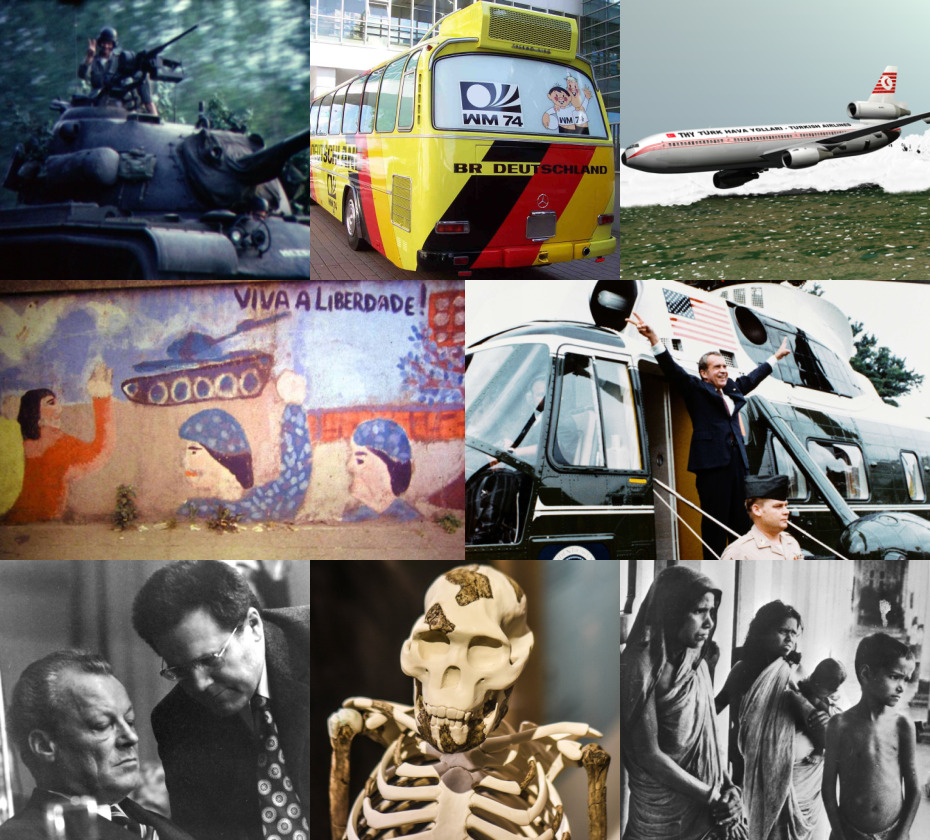

1974 (MCMLXXIV) là một năm thường bắt đầu vào Thứ ba của lịch Gregory, năm thứ 1974 của Công nguyên hay của Anno Domini, the năm thứ 974  của thiên niên kỷ 2, năm thứ 74  của thế kỷ 20, và năm thứ  5   của thập niên 1970. 

## Sự kiện

### Tháng 1
- 1 tháng 1: Ernst Brugger trở thành tổng thống Thụy Sĩ
- 2 tháng 1: Carlos Arias Navarro trở thành thủ tướng Tây Ban Nha
- 18 tháng 1: Hoàng Sa bị chiếm đóng bởi Trung Quốc

### Tháng 2
- 7 tháng 2: Grenada độc lập

### Tháng 3
- 3 tháng 3: Chuyến bay 981 của Turkish Airlines, một chiếc McDonnell Douglas DC-10-10 đã rơi ở rừng Ermenonville (Oise, Pháp), giết chết tất cả 346 người trên máy bay. Nguyên nhân được xác định do cánh cửa chất hàng phía sau đuôi máy bay bung ra, khiến máy bay mất kiểm soát.

### Tháng 4
- 1 tháng 4: Myanmar có hiến pháp mới
- 25 tháng 4: Bồ Đào Nha: Cách mạng hoa cẩm chướng

### Tháng 5
- 19 tháng 5: Valery Giscard d'Estaing đắc cử tổng thống Pháp

### Tháng 6
- 10 tháng 6: Bốn vị hòa thượng người dân tộc Khmer Lâm Hùng, Danh Hoi, Danh Tấp, Danh Hom đã hy sinh trong cuộc biểu tình của hơn 2000 sư sãi, đồng bào Khmer cùng các giới đồng bào trong quận Kiên Thành, tỉnh Rạch Giá (nay thuộc phường Rạch Sỏi, thành phố Rạch Giá, tỉnh Kiên Giang) để đấu tranh chống bắt sư sãi đi lính và bắn phá chùa chiền bừa bãi của chế độ Mỹ - Ngụy.
- 29 tháng 6: Isabel Martínez de Perón tuyên thệ trở thành tổng thống Argentina

### Tháng 7
- 17 tháng 7: Đại tá Vasco dos Santos Gonçalves trở thành thủ tướng Bồ Đào Nha. Mở đầu chiến dịch Thượng Đức, Quân giải phóng tiến công Trung Sơn - Nông Phước.
- 31 tháng 7: Hy Lạp và Thổ Nhĩ Kỳ đạt hiệp định ngừng bắn

### Tháng 8
- 7 tháng 8: Quân giải phóng công chiếm Thượng Đức. Kết thúc chiến dịch Thượng Đức.
- 9 tháng 8: Richard Nixon từ chức vì vụ Watergate

### Tháng 9
- 11 tháng 9: Bồ Đào Nha lại trở thành thành viên UNESCO
- Tháng 9: Bồ Đào Nha trao trả độc lập cho Guinea Bissau

### Tháng 10
- 18 tháng 10: Cộng hòa Dân chủ Nhân dân Triều Tiên trở thành thành viên UNESCO

### Tháng 11
- 1 tháng 11: Guiné-Bissau trở thành thành viên UNESCO
- 2 tháng 11: San Marino trở thành thành viên UNESCO

### Tháng 12
- 13 tháng 12:
  - Malta tuyên bố độc lập
  - Mở đầu chiến dịch Phước Long

## Sinh

### Tháng 1
- 1 tháng 1: Zabine, nữ nhạc sĩ Áo
- 2 tháng 1: Deborah Sengl, nữ nghệ nhân Áo
- 3 tháng 1: Alessandro Petacchi, tay đua xe đạp Ý
- 4 tháng 1: Danilo Hondo, tay đua xe đạp Đức
- 4 tháng 1: Paolo Bettini, tay đua xe đạp Ý
- 6 tháng 1: Nicole DeHuff, nữ diễn viên Mỹ (mất 2005)
- 8 tháng 1: Jürg Grünenfelder, vận động viên chạy ski Thụy Sĩ
- 10 tháng 1: Steve Marlet, cầu thủ bóng đá Pháp
- 11 tháng 1: Eva Klemt, nữ diễn viên Đức
- 11 tháng 1: Jens Nowotny, cầu thủ bóng đá Đức
- 12 tháng 1: Melanie Chisholm, nữ ca sĩ Anh
- 16 tháng 1: Kati Winkler, nữ vận động viên trượt băng nghệ thuật Đức
- 20 tháng 1: Alvin Harrison, vận động viên điền kinh Mỹ, huy chương Thế Vận Hội
- 21 tháng 1: Kim Schmitz, hacker, doanh nhân
- 22 tháng 1: Annette Frier, nữ diễn viên Đức
- 22 tháng 1: Jörg Böhme, cầu thủ bóng đá Đức
- 23 tháng 1: Tiffani-Amber Thiessen, nữ diễn viên Mỹ
- 24 tháng 1: Rokia Traoré, nữ ca sĩ
- 25 tháng 1: Marek Mastič, vận động viên khúc côn cầu trên băng Slovakia
- 26 tháng 1: Tanja Hart, nữ vận động viên bóng chuyền Đức
- 30 tháng 1: Christian Bale, diễn viên Anh

### Tháng 2
- 1 tháng 2: Roberto Heras, tay đua xe đạp Tây Ban Nha
- 3 tháng 2: Florian Rousseau, tay đua xe đạp
- 7 tháng 2: Steve Nash, cầu thủ bóng rổ Canada
- 8 tháng 2: Seth Green, diễn viên Mỹ
- 9 tháng 2: Amber Valletta, Mỹ người mẫu, nữ diễn viên
- 11 tháng 2: Sébastien Hinault, tay đua xe đạp Pháp
- 13 tháng 2: Robbie Williams, nhạc sĩ Anh
- 16 tháng 2: José Manuel Dominguez, cầu thủ bóng đá Bồ Đào Nha
- 17 tháng 2: Bryan White, ca sĩ nhạc country Mỹ
- 17 tháng 2: Jerry O'Connell, diễn viên Mỹ
- 18 tháng 2: Yevgeny Aleksandrovich Kafelnikov, vận động viên quần vợt Nga, huy chương Thế Vận Hội
- 19 tháng 2: Phan Thị Minh Khai, nữ diễn viên Đức, nữ đạo diễn phim
- 22 tháng 2: Markus Schopp, cầu thủ bóng đá chuyên nghiệp Áo
- 28 tháng 2: Alexander Zickler, cầu thủ bóng đá Đức

### Tháng 3
- 3 tháng 3: David Faustino, diễn viên Mỹ, nam ca sĩ
- 4 tháng 3: Ariel Ortega, cầu thủ bóng đá Argentina
- 5 tháng 3: Eva Mendes, nữ diễn viên Mỹ
- 8 tháng 3: Christiane Paul, nữ diễn viên Đức
- 10 tháng 3: Keren Ann, nữ ca sĩ Pháp
- 12 tháng 3: Charles Akonnor, cầu thủ bóng đá
- 16 tháng 3: Anthony Tieku, cầu thủ bóng đá
- 16 tháng 3: Zoë Jenny, nhà văn Thụy Sĩ
- 19 tháng 3: Hanka Kupfernagel, nữ vận động viên đua xe đạp Đức
- 20 tháng 3: Carsten Ramelow, cầu thủ bóng đá Đức
- 21 tháng 3: Regina Schleicher, nữ vận động viên đua xe đạp Đức
- 21 tháng 3: Klaus Lederer, chính trị gia Đức
- 23 tháng 3: Anna Schudt, nữ diễn viên Đức
- 24 tháng 3: Alyson Hannigan, nữ diễn viên Mỹ
- 26 tháng 3: Mike Rietpietsch, cầu thủ bóng đá Đức
- 27 tháng 3: Gaizka Mendieta, cầu thủ bóng đá chuyên nghiệp Tây Ban Nha
- 28 tháng 3: Matthias Koeberlin, diễn viên Đức

### Tháng 4
- 1 tháng 4: Sandra Völker, nữ vận động viên bơi lội Đức
- 1 tháng 4: René Andrle, tay đua xe đạp Séc
- 4 tháng 4: Daniel Stendel, cầu thủ bóng đá Đức
- 5 tháng 4: Josef Philip Winkler, chính trị gia Đức
- 9 tháng 4: Jenna Jameson, nữ diễn viên phim khiêu dâm Mỹ
- 11 tháng 4: Mario Cantaluppi, cầu thủ bóng đá chuyên nghiệp Thụy Sĩ
- 11 tháng 4: Thomas Häberli, cầu thủ bóng đá chuyên nghiệp Thụy Sĩ
- 11 tháng 4: Álex Corretja, vận động viên quần vợt Tây Ban Nha
- 12 tháng 4: Belinda Emmett, nữ diễn viên Úc
- 12 tháng 4: Sylvinho, cầu thủ bóng đá Brasil
- 13 tháng 4: David Zdrilic, cầu thủ bóng đá Úc
- 14 tháng 4: Laura Tonke, nữ diễn viên Đức
- 16 tháng 4: Zali Steggall, nữ vận động viên chạy ski Úc
- 16 tháng 4: Andrejs Vlascenko, vận động viên trượt băng nghệ thuật
- 17 tháng 4: Victoria Beckham, nữ ca sĩ nhạc pop Anh

17 tháng 4: Vũ Quang Huy, BLV bóng đá người Việt Nam
- 22 tháng 4: Chetan Bhagat, nhà văn Ấn Độ
- 23 tháng 4: Barry Watson, diễn viên
- 28 tháng 4: Penélope Cruz Sánchez, nữ diễn viên Tây Ban Nha

### Tháng 5
- 1 tháng 5: Kim Tiểu Long, nghệ sĩ cải lương người Việt Nam
- 3 tháng 5: Jukka Hentunen, vận động viên khúc côn cầu trên băng người Phần Lan
- 10 tháng 5:
  - Sylvain Wiltord, cầu thủ bóng đá người Pháp
  - Lưu Ngọc Mai, nữ cầu thủ bóng đá người Việt Nam
- 14 tháng 5: Marko Mühlstein, chính trị gia, nghị sĩ quốc hội liên bang người Đức
- 16 tháng 5: Laura Pausini, nữ ca sĩ Ý
- 18 tháng 5: Chantal Kreviazuk, nữ ca sĩ người Canada
- 23 tháng 5:
  - Mellow Mark, nhạc sĩ
  - Dương Thái Ni, nữ diễn viên, ca sĩ và đạo diễn phim người Hồng Kông
- 25 tháng 5: Oka Nikolov, cầu thủ bóng đá
- 28 tháng 5: Hans-Jörg Butt, cầu thủ bóng đá người Đức
- 30 tháng 5: Peter Wrolich, tay đua xe đạp

### Tháng 6
- 1 tháng 6:
  - Michael Rasmussen, tay đua xe đạp người Đan Mạch
  - Alanis Morissette, nữ ca sĩ, nhạc sĩ người Canada
- 2 tháng 6: Gata Kamsky, người đánh cờ
- 3 tháng 6: Serhij Rebrow, cầu thủ bóng đá người Ukraina
- 6 tháng 6: Robert Kovač, cầu thủ bóng đá người Croatia
- 7 tháng 6: Mahesh Bhupathi, vận động viên quần vợt người Ấn Độ
- 18 tháng 6: Vincenzo Montella, cầu thủ bóng đá người Ý
- 22 tháng 6: Christian Montillon, nhà văn thể loại khoa học giả tưởng
- 26 tháng 6:
  - Dieter Kalt, vận động viên khúc côn cầu trên băng người Áo
  - Dương Ngọc Thái, ca sĩ người Việt Nam
- 28 tháng 6: Kirsty Mitchell, nữ diễn viên người Scotland
- 30 tháng 6:
  - Juli Zeh, nữ nhà văn, luật gia người Đức
  - Hezekiel Sepeng, vận động viên điền kinh người Nam Phi

### Tháng 7
- 1 tháng 7: Jefferson Pérez, vận động viên điền kinh, huy chương Thế Vận Hội
- 2 tháng 7: Matthew Reilly, nhà văn
- 3 tháng 7: Gabor Schablitzki, nhạc sĩ, nhà sản xuất nhạc
- 5 tháng 7: Marcio Amoroso, cầu thủ bóng đá người Brasil
- 6 tháng 7: Zé Roberto, cầu thủ bóng đá người Brasil
- 10 tháng 7:
  - Daniele Adani, cầu thủ bóng đá người Ý
  - Andrea Nuyt, nữ vận động viên chạy đua trên băng người Hà Lan
- 13 tháng 7: Patrick Armbruster, nhà văn người Thụy Sĩ
- 16 tháng 7: Jens Scharping, cầu thủ bóng đá người Đức
- 17 tháng 7: Claudio López, cầu thủ bóng đá người Argentina
- 19 tháng 7: 
  - Francisco Copado, cầu thủ bóng đá người Tây Ban Nha
  - Ramin Djawadi, nhà soạn nhạc phim, nhạc trưởng và nhà sản xuất thu âm người Đức/Iran
- 21 tháng 7: Rajko Tavčar, cầu thủ bóng đá người Slovenia
- 22 tháng 7: Franka Potente, nữ diễn viên người Đức
- 23 tháng 7:
  - Rik Verbrugghe, tay đua xe đạp người Bỉ
  - Martin Amerhauser, cầu thủ bóng đá người Áo
  - Frode Hagen, vận động viên bóng ném người Na Uy
- 29 tháng 7: Viktoria Tolstoy, nữ ca sĩ người Thụy Điển
- 30 tháng 7: 
  - Jacek Dukaj, nhà văn người Ba Lan
  - Hilary Swank, nữ diễn viên người Mỹ
- 31 tháng 7: Emilia Fox, nữ diễn viên người Anh

### Tháng 8
- 4 tháng 8: Mizuta Wasabi, nữ diễn viên lồng tiếng người Nhật Bản
- 9 tháng 8: Phùng Đức Luân (Phùng Tấn Tài), ca sĩ, diễn viên kiêm nhà làm phim người Hồng Kông, chồng của nữ diễn viên, người mẫu Thư Kỳ
- 12 tháng 8: Nguyễn Việt Hà, kiêm hiệu trưởng Trường Đại học Công nghệ Hà Nội
- 15 tháng 8: Birgit Wiedel-Weidinger, nữ diễn viên Đức
- 15 tháng 8: Natasha Henstridge, nữ diễn viên Canada
- 16 tháng 8: Iván Hurtado, cầu thủ bóng đá
- 16 tháng 8: Didier Cuche, vận động viên chạy ski Thụy Sĩ
- 16 tháng 8: Krisztina Egerszegi, nữ vận động viên bơi lội Hungary
- 17 tháng 8: Niclas Jensen, cầu thủ bóng đá Đan Mạch
- 20 tháng 8: Hương Thủy, nữ ca sĩ người Mỹ gốc Việt hoạt động ở hải ngoại
- 24 tháng 8: Jennifer Lien, nữ diễn viên Mỹ
- 27 tháng 8: Christian Bärthel, nữ chính trị gia Đức
- 27 tháng 8: Hakan Haslaman, đạo diễn phim, nhà sản xuất phim
- 28 tháng 8: Carsten Jancker, cầu thủ bóng đá Đức
- 28 tháng 8: Tyree Washington, vận động viên điền kinh Mỹ
- 30 tháng 8: Dennis Weiland, cầu thủ bóng đá Đức
- 31 tháng 8: Andrei Medvedev, vận động viên quần vợt Ukraina
- 31 tháng 8: Raimund Hedl, cầu thủ bóng đá chuyên nghiệp Áo

### Tháng 9
- 1 tháng 9: Jhonen Vasquez, họa sĩ vẽ tranh cho truyện comic
- 2 tháng 9: Inari Vachs, nữ diễn viên phim khiêu dâm Mỹ
- 4 tháng 9: Sören Bartol, chính trị gia Đức
- 6 tháng 9: Tim Henman, vận động viên quần vợt Anh
- 10 tháng 9: Markus Bähr, cầu thủ bóng đá Đức
- 10 tháng 9: Ryan Phillippe, diễn viên Mỹ
- 12 tháng 9: Nuno Valente, cầu thủ bóng đá Bồ Đào Nha
- 14 tháng 9: Hicham El Guerrouj, vận động viên điền kinh Maroc
- 14 tháng 9: Sunday Oliseh, cầu thủ bóng đá
- 15 tháng 9: Murat Yakin, cầu thủ bóng đá Thụy Sĩ gốc Thổ Nhĩ Kỳ
- 16 tháng 9: Loretta Stern, nữ ca sĩ Đức, nữ diễn viên
- 19 tháng 9: Janosch Dziwior, cầu thủ bóng đá Đức
- 21 tháng 9: Katharine Merry, nữ vận động viên điền kinh Anh
- 21 tháng 9: Henning Fritz, cầu thủ bóng ném Đức
- 21 tháng 9: Daniel Bogusz, cầu thủ bóng đá Ba Lan
- 22 tháng 9: Thomas Hengen, cầu thủ bóng đá Đức
- 23 tháng 9: Felix Mantilla, vận động viên quần vợt Tây Ban Nha
- 25 tháng 9: André Wiesler, nhà văn Đức
- 26 tháng 9: Andreas Scheuer, chính trị gia Đức, nghị sĩ quốc hội liên bang

### Tháng 10
- 1 tháng 10: Keith Duffy, nhạc sĩ Ireland, diễn viên
- 6 tháng 10: Jeremy Sisto, diễn viên Mỹ, nhà sản xuất phim
- 7 tháng 10: Charlotte Perrelli, nữ ca sĩ Thụy Điển
- 8 tháng 10: Koji Murofushi, vận động viên điền kinh Nhật Bản
- 9 tháng 10: Mauro Gerosa, tay đua xe đạp Ý
- 10 tháng 10: Naike Rivelli, nữ diễn viên Ý, người mẫu
- 10 tháng 10: Chris Pronger, vận động viên khúc côn cầu trên băng Canada
- 11 tháng 10: Valerie Niehaus, nữ diễn viên Đức
- 12 tháng 10: René Frank, nhà soạn nhạc Đức, tác giả
- 12 tháng 10: Ebru Gündeş, nữ ca sĩ Thổ Nhĩ Kỳ
- 13 tháng 10: Lưu Khải Uy, nam diễn viên Trung Quốc
- 14 tháng 10: Jessica Drake, nữ diễn viên phim khiêu dâm Mỹ
- 14 tháng 10: Savanna Samson, nữ diễn viên phim khiêu dâm Mỹ
- 14 tháng 10: Lam Trường, ca sĩ Việt Nam
- 16 tháng 10: Paul Kariya, vận động viên khúc côn cầu trên băng Canada
- 17 tháng 10: Sevatheda Fynes, nữ vận động viên điền kinh, huy chương Thế Vận Hội
- 19 tháng 10: Paulo Sérgio de Oliveira Silva, cầu thủ bóng đá (mất 2004)
- 27 tháng 10: Torben Hoffmann, cầu thủ bóng đá Đức
- 28 tháng 10: Joaquin Phoenix, diễn viên Mỹ
- 30 tháng 10: Marie Bierstedt, nữ diễn viên Đức
- 30 tháng 10: Stipe Erceg, diễn viên
- 31 tháng 10: Stefanie Kloß, nữ ca sĩ Đức

### Tháng 11
- 2 tháng 11: August Wöginger, chính trị gia Áo
- 5 tháng 11: Jane Saville, nữ vận động viên điền kinh Úc
- 5 tháng 11: Dado Pršo, cầu thủ bóng đá Croatia
- 5 tháng 11: Ryan Adams, nhạc sĩ Mỹ
- 8 tháng 11: Herbert Hindringer, nhà văn Đức
- 9 tháng 11: Giovanna Mezzogiorno, nữ diễn viên
- 10 tháng 11: Giulia Siegel, nữ diễn viên Đức, người mẫu
- 11 tháng 11: Leonardo DiCaprio, diễn viên Mỹ
- 13 tháng 11: Christian Gimenez, cầu thủ bóng đá Argentina
- 15 tháng 11: Roland Schmaltz, người đánh cờ Đức
- 17 tháng 11: Eunice Barber, nữ vận động viên điền kinh Pháp
- 20 tháng 11: Daniela Anschütz, nữ vận động viên chạy đua trên băng Đức
- 22 tháng 11: Meike Babel, nữ vận động viên quần vợt Đức
- 23 tháng 11: Saku Koivu, vận động viên khúc côn cầu trên băng Phần Lan
- 23 tháng 11: Susanna Wellenbrink, nữ diễn viên Đức
- 24 tháng 11: Stephen Merchant, tác giả kịch bản Anh, đạo diễn phim
- 26 tháng 11: Roman Šebrle, vận động viên điền kinh Séc

### Tháng 12
- 1 tháng 12: Costinha, cầu thủ bóng đá Bồ Đào Nha
- 2 tháng 12: Dario Cioni, tay đua xe đạp Ý
- 3 tháng 12: Albena Denkowa, nữ vận động viên trượt băng nghệ thuật Bulgaria
- 6 tháng 12: Stéphane Augé, tay đua xe đạp Pháp
- 11 tháng 12: Gete Wami, nữ vận động viên điền kinh
- 12 tháng 12: 
  - Trần Lập, nhạc sĩ ca sĩ chính ban nhạc Bức Tường (m. 2016)
  - Tomas Behrend, vận động viên quần vợt
  - Bernard Lagat, vận động viên điền kinh
- 17 tháng 12: Giovanni Ribisi, diễn viên Mỹ
- 20 tháng 12: Carlos da Cruz, tay đua xe đạp Pháp
- 23 tháng 12: Agustín Delgado, cầu thủ bóng đá
- 24 tháng 12: Mekhi Phifer, diễn viên
- 27 tháng 12: Quỳnh Dung, nữ ca sĩ hải ngoại
- 29 tháng 12: 
  - Andrine Flemmen, nữ vận động viên chạy ski Na Uy
  - Enrico Kulovits, cầu thủ bóng đá Áo
  - Vũ Quốc Việt, ca sĩ và nhạc sĩ người Việt Nam
- 30 tháng 12: Alex Alves, cầu thủ bóng đá Brasil
- 31 tháng 12: Mario Aerts, tay đua xe đạp Bỉ

## Mất

### Tháng 1
- 2 tháng 1: Tex Ritter, ca sĩ nhạc đồng quê, diễn viên (sinh 1905)
- 2 tháng 1: Heinrich Glasmeyer, chính trị gia Đức
- 2 tháng 1: Alex Willenberg, chính trị gia, nghị sĩ quốc hội liên bang
- 3 tháng 1: Gino Cervi, diễn viên Ý (sinh 1901)
- 8 tháng 1: Konrat Ziegler, nhà ngữ văn (sinh 1884)
- 9 tháng 1: David Alfaro Siqueiros, nghệ sĩ tạo hình (sinh 1896)
- 19 tháng 1: Franz Nabl, nhà văn Áo (sinh 1883)
- 26 tháng 1: Siegfried von Vegesack, nhà văn Đức (sinh 1888)
- 29 tháng 1: Klaus Dieter Arndt, chính trị gia Đức (sinh 1927)
- 31 tháng 1: Samuel Goldwyn, nhà sản xuất phim Mỹ (sinh 1882)

### Tháng 2
- 1 tháng 2: Rudolf Dassler, người thành lập công ty Puma (sinh 1898)
- 2 tháng 2: Jean Absil, nhà soạn nhạc Bỉ, giáo sư (sinh 1893)
- 2 tháng 2: Imre Lakatos, nhà toán học, nhà vật lý học (sinh 1922)
- 3 tháng 2: Erhart Kästner, nhà văn Đức (sinh 1904)
- 4 tháng 2: Satyendra Nath Bose, nhà vật lý học (sinh 1894)
- 4 tháng 2: Max zu Schaumburg-Lippe, tay đua ô tô (sinh 1898)
- 8 tháng 2: Fern Andra, nữ diễn viên, nữ tác giả kịch bản (sinh 1894)
- 9 tháng 2: Wilhelm Groß, nghệ nhân (sinh 1883)
- 11 tháng 2: Vladimir Ivanovich Smirnov, nhà toán học Nga (sinh 1887)
- 13 tháng 2: Adolf Arndt, chính trị gia Đức (sinh 1904)
- 13 tháng 2: Leslie Munro, chính trị gia New Zealand (sinh 1901)
- 15 tháng 2: Kurt Atterberg, nhà soạn nhạc Thụy Điển, người điều khiển dàn nhạc, nhà phê bình âm nhạc (sinh 1887)
- 15 tháng 2: Hugh O'Donel Alexander, kiện tướng cờ vua Ireland (sinh 1909)

### Tháng 3
- 3 tháng 3: Carl Jacob Burckhardt, nhà ngoại giao Thụy Sĩ, nhà văn tiểu luận, nhà sử học (sinh 1891)
- 3 tháng 3: Ludwig Grote, sử gia về nghệ thuật Đức (sinh 1893)
- 4 tháng 3: Adolph Gottlieb, họa sĩ Mỹ (sinh 1903)
- 7 tháng 3: Graham Bond, nhạc sĩ blues, jazz
- 9 tháng 3: Earl Wilbur Sutherland, nhà sinh lý học Mỹ (sinh 1915)
- 10 tháng 3: Bolesław Kominek, Hồng y Giáo chủ (sinh 1903)
- 17 tháng 3: Louis I Kahn, kiến trúc sư Mỹ (sinh 1901)
- 18 tháng 3: Hans Döllgast, kiến trúc sư Đức (sinh 1891)
- 22 tháng 3: Roland Rohlfs, phi công lái máy bay thử nghiệm (sinh 1892)
- 25 tháng 3: Ludwig Claussen, chính trị gia Đức (sinh 1906)
- 26 tháng 3: Werner Kohlmeyer, cầu thủ bóng đá Đức (sinh 1924)
- 26 tháng 3: Edward U. Condon, nhà vật lý học Mỹ (sinh 1902)
- 28 tháng 3: Arthur Crudup, nhạc sĩ blues Mỹ (sinh 1905)
- 31 tháng 3: Karl Hohmann, cầu thủ bóng đá Đức (sinh 1908)

### Tháng 4
- 2 tháng 4: Josef Lokvenc, người đánh cờ Áo (sinh 1899)
- 2 tháng 4: Georges Pompidou, chính trị gia Pháp (sinh 1911)
- 6 tháng 4: Stepán Trochta, Hồng y Giáo chủ (sinh 1905)
- 6 tháng 4: James Charles McGuigan, tổng giám mục Toronto, Hồng y Giáo chủ (sinh 1894)
- 6 tháng 4: Willem Marinus Dudok, kiến trúc sư Hà Lan (sinh 1884)
- 17 tháng 4: Heinrich Greinacher, nhà vật lý học Thụy Sĩ (sinh 1880)
- 18 tháng 4: Marcel Pagnol, nhà văn Pháp, đạo diễn phim (sinh 1895)
- 20 tháng 4: Richard Huelsenbeck, nhà văn Đức, nhà thơ trữ tình, nhà soạn kịch, bác sĩ (sinh 1892)
- 24 tháng 4: Bud Abbott, diễn viên Mỹ, nhà sản xuất (sinh 1895)
- 24 tháng 4: Franz Jonas, tổng thống liên bang Áo (sinh 1899)
- 25 tháng 4: Guus Lutjens, cầu thủ bóng đá Hà Lan (sinh 1884)
- 30 tháng 4: Agnes Moorehead, nữ diễn viên Mỹ (sinh 1900)

### Tháng 5
- 4 tháng 5: Maurice Ewing, nhà vật lý học Mỹ (sinh 1906)
- 4 tháng 5: Otton Marcin Nikodym, nhà toán học Ba Lan (sinh 1887)
- 4 tháng 5: Gerhard Lamprecht, đạo diễn phim Đức (sinh 1897)
- 15 tháng 5: Fritz Baade, nhà kinh tế học Đức, chính trị gia (sinh 1893)
- 16 tháng 5: Götz Briefs, triết gia xã hội, nhà kinh tế quốc gia (sinh 1889)
- 20 tháng 5: Jean Daniélou, thầy tu dòng Tên, Hồng y Giáo chủ (sinh 1905)
- 25 tháng 5: Donald Crisp, diễn viên Anh, đạo diễn phim (sinh 1880)
- 28 tháng 5: Hans Georg Wunderlich, nhà địa chất Đức (sinh 1928)

### Tháng 6
- 5 tháng 6: Bruno Brehm, nhà văn Áo (sinh 1892)
- 18 tháng 6: Georgi Konstantinovich Zhukov, tướng Xô Viết (sinh 1896)
- 22 tháng 6: Darius Milhaud, nhà soạn nhạc Pháp (sinh 1892)
- 25 tháng 6: Cornelius Lanczos, nhà toán học Hungary, nhà vật lý học (sinh 1893)
- 30 tháng 6: Vannevar Bush, nhà khoa học Mỹ (sinh 1890)

### Tháng 7
- 1 tháng 7: Juan Perón, tổng thống Argentina (sinh 1895)
- 5 tháng 7: Georgette Heyer, nhà văn nữ Anh (sinh 1902)
- 5 tháng 7: Henry Grob, kiện tướng cờ vua Thụy Sĩ (sinh 1904)
- 5 tháng 7: Erik Charell, đạo diễn phim Đức, diễn viên (sinh 1894)
- 11 tháng 7: Pär Lagerkvist, nhà văn Thụy Điển, thi sĩ (sinh 1891)
- 12 tháng 7: Karl Sesta, cầu thủ bóng đá Áo (sinh 1906)
- 13 tháng 7: Patrick Maynard Stuart Blackett, nhà vật lý học Anh, Giải Nobel (sinh 1897)
- 18 tháng 7: Andreas Predöhl, nhà kinh tế học Đức (sinh 1893)
- 24 tháng 7: James Chadwick, nhà vật lý học Anh (sinh 1891)
- 27 tháng 7: Lightnin' Slim, nhạc sĩ blues Mỹ (sinh 1913)
- 29 tháng 7: Cass Elliot, nữ ca sĩ Mỹ, thành viên nhóm The Mamas and the Papas (sinh 1941)
- 29 tháng 7: Erich Kästner, nhà văn Đức, tác giả kịch bản (sinh 1899)
- 29 tháng 7: Georg Klaus, triết gia Đức, người đánh cờ (sinh 1912)
- 30 tháng 7: Lew Konstantinowitsch Knipper, nhà soạn nhạc Nga (sinh 1898)

### Tháng 8
- 1 tháng 8: Ildebrando Antoniutti, Hồng y Giáo chủ (sinh 1898)
- 3 tháng 8: Joachim Ritter, triết gia Đức (sinh 1903)
- 8 tháng 8: Baldur von Schirach, chính trị gia Đức (sinh 1907)
- 13 tháng 8: Kate O'Brien, nhà văn nữ Ireland (sinh 1897)
- 22 tháng 8: Daigiadaklak,thien tai cong nghe(1990)
- 26 tháng 8: Charles Lindbergh, phi công Mỹ (sinh 1902)
- 27 tháng 8: Otto Strasser, chính trị gia Quốc xã(sinh 1897)
- 27 tháng 8: Erwin Jürgens, chính trị gia Đức (sinh 1895)
- 28 tháng 8: Franz Baumann, kiến trúc sư (sinh 1892)

### Tháng 9
- 6 tháng 9: Benno Gellenbeck, diễn viên Đức (sinh 1910)
- 8 tháng 9: Wolfgang Windgassen, người hát giọng nam cao Đức (sinh 1914)
- 16 tháng 9: Phog Allen, huấn luyện viên bóng rổ Mỹ (sinh 1885)
- 17 tháng 9: René Graetz, nhà điêu khắc Đức, nghệ sĩ tạo hình (sinh 1908)
- 21 tháng 9: Walter Brennan, diễn viên Mỹ (sinh 1894)
- 24 tháng 9: Hans-Joachim Fricke, chính trị gia Đức (sinh 1904)
- 28 tháng 9: Arnold Fanck, đạo diễn phim Đức (sinh 1889)

### Tháng 10
- 1 tháng 10: Fritz Berendsen, chính trị gia Đức (sinh 1904)
- 1 tháng 10: Spyridon Marinatos, nhà khảo cổ học Hy Lạp (sinh 1901)
- 2 tháng 10: Franz Weiß, chính trị gia Đức
- 2 tháng 10: Nurul Amin, chính trị gia (sinh 1893)
- 3 tháng 10: Ina Seidel, nhà văn nữ Đức (sinh 1885)
- 4 tháng 10: Anne Sexton, nữ thi sĩ Mỹ (sinh 1928)
- 5 tháng 10: Salman Schasar, chính trị gia, tổng thống Israel (sinh 1889)
- 6 tháng 10: Helmut Koinigg, đua xe Áo (sinh 1948)
- 9 tháng 10: Karl Gengler, chính trị gia Đức (sinh 1886)
- 10 tháng 10: Marie Luise Kaschnitz, nữ nhà thơ trữ tình Đức, nhà văn (sinh 1901)
- 12 tháng 10: Pink Anderson, nhạc sĩ blues Mỹ (sinh 1900)
- 12 tháng 10: Felix Hurdes, chính trị gia Áo (sinh 1901)
- 20 tháng 10: Ernst Egli, kiến trúc sư Áo (sinh 1893)
- 20 tháng 10: Margarete Wittkowski, nhà nữ kinh tế học, nữ chính trị gia (sinh 1910)
- 21 tháng 10: Frederik Jacobus Johannes Buytendijk, nhà sinh vật học, nhà nhân loại học, nhà tâm lý học (sinh 1887)
- 25 tháng 10: José López Alavés, nhà soạn nhạc Mexico (sinh 1889)
- 30 tháng 10: Hanns Otto Münsterer, nhà y học Đức, nhà văn, (sinh 1900)
- 31 tháng 10: Micheil Tschiaureli, đạo diễn phim (sinh 1894)

### Tháng 11
- 7 tháng 11: Eric Linklater, nhà văn Scotland (sinh 1899)
- 9 tháng 11: Gitta Lind, nữ ca sĩ Đức (sinh 1925)
- 9 tháng 11: Egon Wellesz, nhà soạn nhạc Áo (sinh 1885)
- 10 tháng 11: Günter von Drenkmann, luật gia Đức (sinh 1910)
- 13 tháng 11: Vittorio De Sica, đạo diễn phim người Ý, diễn viên (sinh 1902)
- 15 tháng 11: Walther Meißner, nhà vật lý học Đức (sinh 1882)
- 17 tháng 11: Erskine Hamilton Childers, tổng thống Ireland (sinh 1905)
- 17 tháng 11: Ursula Herking, nữ diễn viên (sinh 1912)
- 21 tháng 11: Frank Martin, nhà soạn nhạc Thụy Sĩ (sinh 1890)
- 24 tháng 11: Endelkachew Makonnen, chính trị gia (sinh 1927)
- 24 tháng 11: Adolf Süsterhenn, chính trị gia, bộ trưởng, luật sư (sinh 1905)
- 25 tháng 11: Nick Drake, người chơi đàn ghita Anh, nhà soạn nhạc (sinh 1948)
- 26 tháng 11: Hilary Minc, nhà kinh tế học Ba Lan, chính trị gia (sinh 1905)
- 28 tháng 11: Konstantin Stepanovich Melnikov, kiến trúc sư Nga (sinh 1890)
- 29 tháng 11: Jim Braddock, võ sĩ quyền Anh (sinh 1905)

### Tháng 12
- 3 tháng 12: Hans Leibelt, diễn viên Đức (sinh 1885)
- 14 tháng 12: Fritz Szepan, cầu thủ bóng đá Đức (sinh 1907)
- 14 tháng 12: Walter Lippmann, nhà văn Mỹ (sinh 1889)
- 14 tháng 12: Kurt Hahn, nhà sư phạm (sinh 1886)
- 14 tháng 12: Wilhelm Pleyer, tác giả Đức (sinh 1901)
- 15 tháng 12: Heinz-Joachim Heydorn, nhà sư phạm Đức (sinh 1916)
- 22 tháng 12: Sterling North, nhà văn Mỹ (sinh 1906)
- 26 tháng 12: Farid el Atrache, nam ca sĩ, nhà soạn nhạc, diễn viên (sinh 1915)
- 26 tháng 12: Jack Benny, diễn viên Mỹ (sinh 1894)
- 27 tháng 12: Vladimir Aleksandrovich Fock, nhà vật lý học Nga (sinh 1898)
- 31 tháng 12: Robert Margulies, chính trị gia Đức (sinh 1908)
- 31 tháng 12: Charles E. Bohlen, nhà ngoại giao Mỹ (sinh 1904)

## Giải thưởng Nobel
- Hóa học - Paul J. Flory
- Văn học - Eyvind Johnson, Harry Martinson
- Hòa bình - Séan MacBride, Eisaku Sato
- Vật lý - Sir Martin Ryle, Antony Hewish
- Y học - Albert Claude, Christian de Duve, George E. Palade
- Kinh tế - Gunnar Myrdal, Friedrich von Hayek